# 맛있는 녀석들
《THE 맛있는 녀석들》은 2015년 3월 13일 부터 방영 중 인  예능 프로그램 이다.
전국 곳 곳 의 식당 들 을 방문 하여 먹방 을 하고 , 더 맛있게 먹는 법 을 공유 하는 프로그램 이다.
짧게 맛녀석 , 맛녀 라고 한다.

## 현재 출연 자
- 김준현  :   2015년 3월 13일  ~  2021년 8월 20일 ,   2024년 6월 21일  ~  2025년 7월 4일  ,  2025년 7월 25일  ~  현재
- 문세윤  :  2015년 3월 13일  ~  2023년 3월 31일 ,  2024년 6월 21일  ~  2025년 7월 4일  ,  2025년 7월 25일  ~  현재
- 김해준  :  2023년 4월 21일  ~  2025년 7월 4일  ,  2025년 7월 25일  ~  현재
- 황제성  :  2024년 6월 21일  ~  2025년 7월 4일  ,  2025년 7월 25일  ~  현재

## 이전 출연 자
- 김민경  :  2015년 3월 13일  ~  2023년 3월 31일
- 유민상  :  2015년 3월 13일  ~  2024년 2월 9일
- 홍윤화  :  2021년 12월 31일  ~  2023년 3월 31일
- 김태원  :  2021년 12월 31일  ~  2023년 1월 13일
- 데프콘  :  2023년 4월 21일  ~  2024년 2월 9일
- 이수지  :  2023년 4월 21일  ~  2024년 2월 9일

## 포맷
기본 적 인 포맷 은 4 명 의 출연 자 들 이 식당 들 을 방문 해서 먹방 을 하는 것 이며 먹기 전 에 '쪼는 맛' 이 라는 이름 으로 여러 가지 복불복  게임 을 통해 못 먹게 될 사람 한 명  을 정하거나 혹 은 모두 다 먹을 수 있으며 쪼는 맛 을 한 뒤 먹방 을 하며  더 맛있게 먹는 방법 을 함께 공유 한다.
그리고 마지막 으로 어느 팁 이 더 맛있었는지 '최고 의 맛' 으로 함께 이야기 하며 마무리 한다.
보통 한 회 차 에 두 곳 의 식당 을 찾는다.
초기 에는 쪼는 맛 에 걸린 사람은 아예 먹지 못 했지만 9 회 부터 '한 입만' 이 라는 규칙 이 생겼다.
쪼는 맛 에 걸린 사람 은 먹방 도중 
"한 입 만 !" 을 외치며 음식 을 딱  한 입 만 먹을 수 있다.
최근 에는 '한 입 만 면제 권' 제도 를 도입 하여 쪼는 맛 에 걸린 사람 이  한 입 만 면제 권 을 보유 한 경우 면제 권 을 사용 하면 다 같이 먹을 수 있게 하고 있다.
일부 회 차 의 경우 준비 한 특집 의 성격 에 따라 쪼는 맛 없이 전원 먹방 으로 진행 하는 경우 가 있다.
그 반대 로 진행 한 단 한 번 의 회 는 '아는 맛' 이 라고 하고 , 출연 자 들 중 랜덤 으로 한명 만 먹게 한다.

## 패러디
프로그램 에 회 차 가 거듭 되면서 타  방송 프로그램 포맷 을 패러디 한 회 차 들 이 많이 나오고 있다.
대표 적 인 것 으로 tvN 의 삼시세끼 를 패러디 한 '삼 시 몇 끼' 시리즈 가 있으며 , MBN 의  나는 자연인이다 를 패러디 한 자연인 특집 , MBC 의 전지적 참견시점 을 패러디 한 '전지적 먹방 시점' , JTBC 의 한끼줍쇼 를 패러디 한 '한 끼 해 줍 쇼'   SBS 플러스 의 나는 SOLO 를 패러디 한 '밥 은 SOLO' 등 이 있다.

## 파생 프로젝트
- 혼 밥 특공 대 - 혼자서 밥 먹는 사람 들 이나 혹 은 그 의 주변 사람 들 에게 사연 을 신청 받아 멤버 들 이 같이 사연 의 주인공 이 혼 밥 을 주로  하는 식당 으로 가서 같이 밥 을 한 끼  먹는 이벤트 를 진행 했다.

총 4 번 의 시즌 이 진행 됐다.

### 시켜 서 한다.
- 오늘 부터 운동 뚱 - 맛녀석 5 주년  기념 으로 기획 된 프로젝트 로 5 주년  기자 간담 회 에서 복불복 을 통해 김민경 이 운동 뚱 의 주인공 이 됐다.

헬스 와 필라테스 가 주 였 으나 , 야구 , 축구 , 골프 등 의 다양 한 스포츠 종목 에 도전 하고 있다.
- 오늘 부터 댄스 뚱 - 문세윤 이 여러 가지 댄스 를 습득 하여 함께 무대 에 서는 미션 을 수행 한다.

## 결방 및 편성 변경

### 2025년
- 1월 3일 : 제주 항공 2216 편 활주로 이탈 사고 로 인한 국가 애도 기간 으로 1월 5일 오후 8시 편성.